# Kandavufruktduva
Kandavufruktduva (Ptilinopus layardi) är en fågel i familjen duvor inom ordningen duvfåglar.

## Utseende och läte
Kandavufruktduva är en 20 cm lång, oansenligt grön fruktduva. Hanen är enhetligt grön, på ryggen lite mörkare, med gulgrönt huvud, vit buk och gula undre stjärttäckare. Honan liknar hanen, men saknar den tydliga huvudteckningen. Lätet består av en enkel mjuk vissling direkt följt av en kort drill som dock bara hörs på nära håll.

## Utbredning och systematik
Fågeln förekommer i Fijiöarna på Kandavu och Ono. Den behandlas som monotypisk, det vill säga att den inte delas in i några underarter.

## Status
IUCN kategoriserar arten som nära hotad. Eftersom den endast förekommer på en enda liten ö är risken stor att beståndet skulle påverkas kraftigt ifall någon invasiv djurart av misstag tas till ön. 

## Namn
Fågelns vetenskapliga artnamn hedrar Edgar Leopold Layard (1824-1900), engelsk diplomat och tjänsteman verksam i Ceylon, Kapkolonin, Nya Kaledonien och Brasilien men också naturforskare och upptäcktsresande i Melanesien.